# Tomas Arvidsson
Tomas Arvidsson (* 22. Juni 1941 in Älmhult) ist ein schwedischer Kriminalschriftsteller.

## Leben
Arvidsson wuchs in Göteborg auf und lebte dann viele Jahre in Kalmar und auf Öland. Er durchlief eine Ausbildung zum Lehrer für Psychologie und Biologie und wurde ab 1971 Ausbildungsleiter an der Hochschule in Kalmar. Später nahm er leitende Positionen innerhalb des Schwedischen Fernsehens und der Tageszeitungsbranche ein. Ab dem Jahr 2000 beendete er sein Angestelltenverhältnis und wurde freischaffender Schriftsteller.

Arvidsson begann 1976 Kriminalromane zu schreiben und erhielt den Schwedischen Krimipreis der Schwedischen Kriminalautorenakademie in der Rubrik Bester schwedischer Erstlingsroman. Über seine schriftstellerische Tätigkeit sagte er: 

„Ich möchte eine Geschichte erzählen, die spannend und hoffentlich unterhaltend ist. Ich versuche zu zeigen, dass das Erzeugen von Spannung keinesfalls Gewalt erfordert und dass Humor durchaus Züge von Ernsthaftigkeit tragen kann für den, der sie sehen möchte. Wenn man so will, kann man meine Erzählungen vielleicht als eine Art stillen Protestes gegen die spekulative Unterhaltungsgewalt ansehen, die manchmal in Fernsehen, Film und Büchern groteske Züge annimmt.“

Arvidsson hat bis heute zehn Kriminalromane geschrieben. Die meisten wurden ins Norwegische, Finnische, Dänische und Niederländische übersetzt. Das Schwedische Fernsehen produzierte drei Fernsehserien (Dubbelstötarna, Dubbelsvindlarna, Studierektorns sista strid), die auf vier seiner Bücher basieren. Er ist Mitglied der Schwedischen Kriminalautorenakademie und seit 2008 Mitglied der Smålands Akademie, bei der er Stuhl 1 besetzt.
Arvidsson ist mit Ulla Arvidsson verheiratet und hat zwei Töchter Malin und Stina.

## Werke
- Enkelstöten, 1976
- Dubbelstöten, 1976
- Bakstöten, 1977
- Tröskeln, 1979
- Utanförskapet, 1981
- Huset med de gamla damerna, 1986
- Trippelstöten, 1991
- För gammal vänskaps skull, 1996
- Studierektorns byte, 2001
- Studierektorns sista stöt, 2004
- Andras pengar, 2006
- Morfar/farfar.nu, 2008
- Den poetiska hunden, 2009

## Preise und Auszeichnungen
- Bester schwedischer Erstlingsroman für Enkelstöten 1976
- Trevi-Preis 1977
- Fernsehpreis der Zeitung Expressen 1982
- Ehrenschöpfkelle der Sauna-Akademie (schwedisch Bastuakademins hedersskopa) 2001[5]
- Kulturpreis der Gemeinde Kalmar 2002
- Temmelburken 2008